# Miniopterus gleni
Miniopterus gleni là một loài động vật có vú trong họ Dơi muỗi, bộ Dơi. Loài này được Peterson, Eger, & Mitchell miêu tả năm 1995.